# Droane
Droane (pronunciato Droàne) è una frazione del comune di Valvestino, nella omonima valle in provincia di Brescia.
Droane è per alcuni il più antico insediamento della Val Vestino e fu una comunità fino al XVI secolo, periodo in cui la popolazione, secondo una tradizione locale, fu decimata dalla peste nera.
Situato nella valle del Droanello dista dal capoluogo Turano circa 6 km e è servita da una strada forestale, manca l'elettricità. La popolazione consta di cinque abitanti dediti in parte all'allevamento del bestiame.

## Origine del nome
L'origine del toponimo è incerta e secondo Gian Pietro Brogiolo, professore ordinario di Archeologia medievale all'Università di Padova, deriverebbe dalla parola di origine pre-indoeuropea dru o dro che significa "pendio" o "luogo scosceso".
Per altri invece la provenienza è sempre da ricercarsi nel nome dru ma di origine celtica che significa fertile, forte o quercia indicando così un luogo vocato all'agricoltura o caratterizzato dalla crescita di questo arbusto, detto anche rovere. Un'ultima ipotesi propende invece a fare derivare l'origine dal nome personale gallico Drinius, Drinia, Dronus o Dronium indicando in tal modo il nome del proprietario del villaggio.

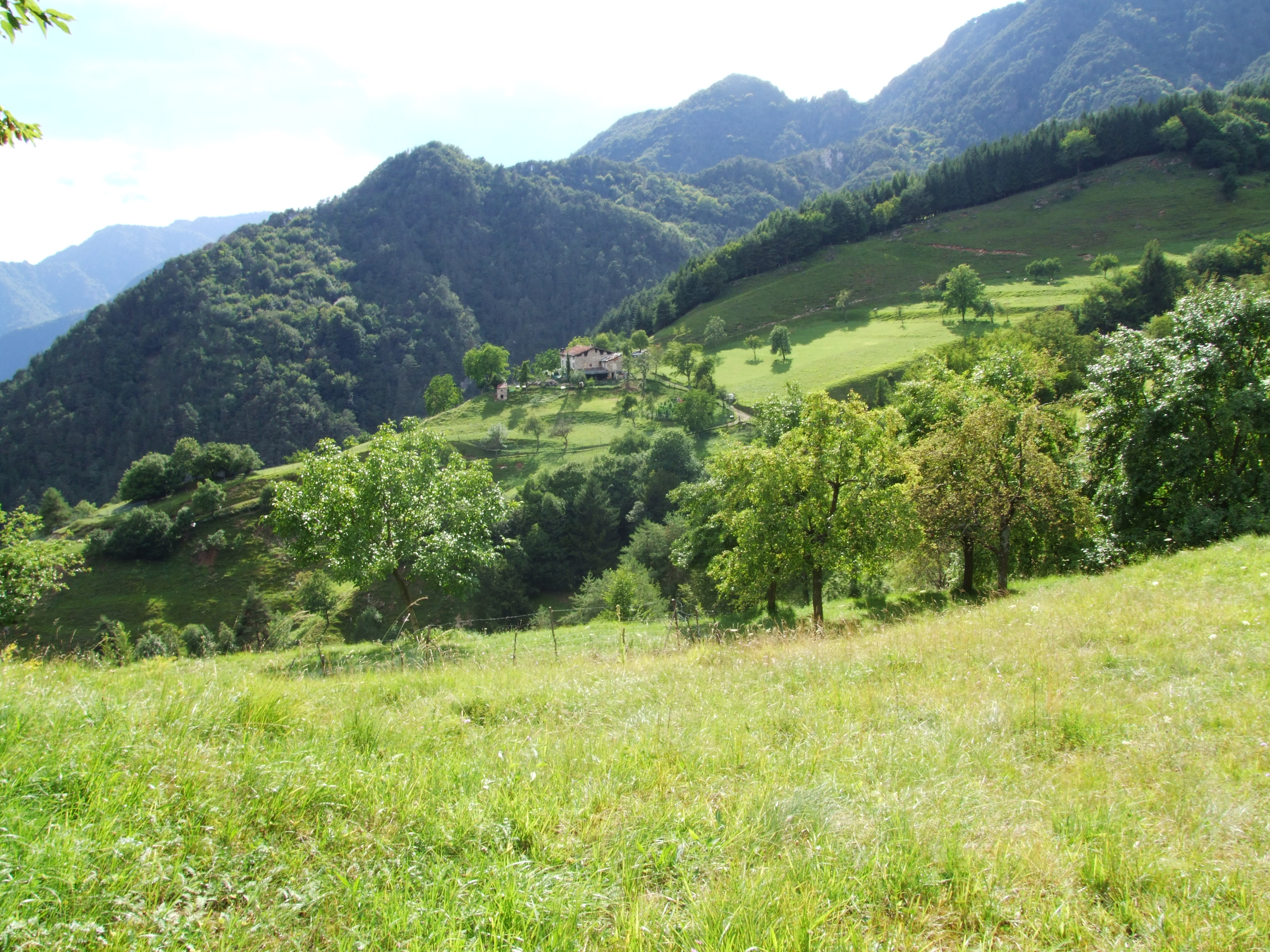
Fondo agricolo Tedeschi a Droane

Il toponimo di Droane è citato per la prima volta nella nominata bolla di papa Urbano III del 7 marzo 1186. Di origine celtica è pure il toponimo del fondo agricolo di Corsenich (prediale "cor" (da cortis) più desinenza "senich" celtica) che indicherebbe il nome dell'antico proprietario del luogo.

## Storia
Il ritrovamento nel corso degli anni settanta di resti paleoantropologici con alcuni scheletri umani in una delle numerose grotte della zona testimoniano la frequentazione preistorica della zona.

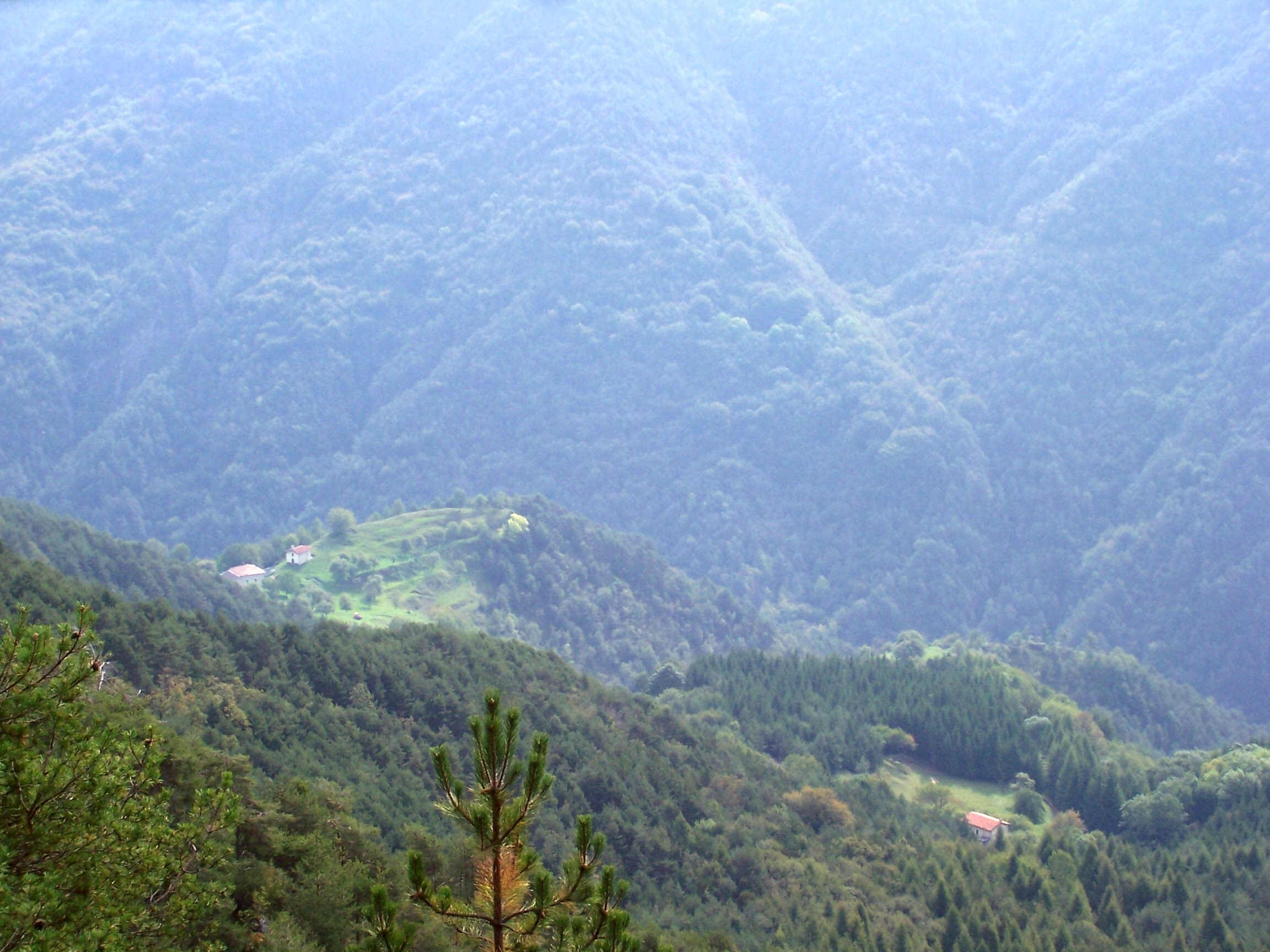
Droane visto dal monte Camiolo. A sinistra la chiesa di San Vigilio a destra il fondo agricolo del Pavarì ove secondo la tradizione sorgeva l'antico abitato distrutto dalla peste

Droane trova la sua origine probabilmente in epoca pre-romana come piccolo insediamento di popolazioni “reto-celtiche”: Stoni o Galli Cenomani.
Nel XVII secolo vi trovò rifugio nella grotta detta Covolo del Martelletto il noto bandito Giovanni Beatrice, detto Zanzanù, di Gargnano braccato dai soldati veneti e cacciatori di taglie per aver commesso innumerevoli crimini, da allora il riparo fu soprannominato Cuel del Zanzanù. Qui, nel 1606, furono uccisi i banditi Eliseo Baruffaldo e Giovan Pietro Sette detto Pellizzaro, complici del Zanzanù, da alcuni cacciatori di taglie e da alcuni nemici del Beatrice che il Provveditore generale in Terraferma, Benedetto Moro, in tutta segretezza, aveva inviato sulle loro tracce. I due vennero catturati e poi uccisi sul posto l'11 novembre 1606 in un agguato notturno teso nella Vallata del Droanello, a Lignago e al Covolo del Martelletto, e le loro teste mozzate vennero esposte nella piazza di Salò per il loro riconoscimento.
Nel luglio del 1866 fu attraversato dai garibaldini del 2º Reggimento Volontari Italiani e allo stesso modo nel maggio del 1915 dai fanti italiani del 7º Reggimento bersaglieri.
Nel gennaio del 1992 il villaggio fu pericolosamente lambito da un incendio boschivo.

### Contesa per il possesso del villaggio di Droane

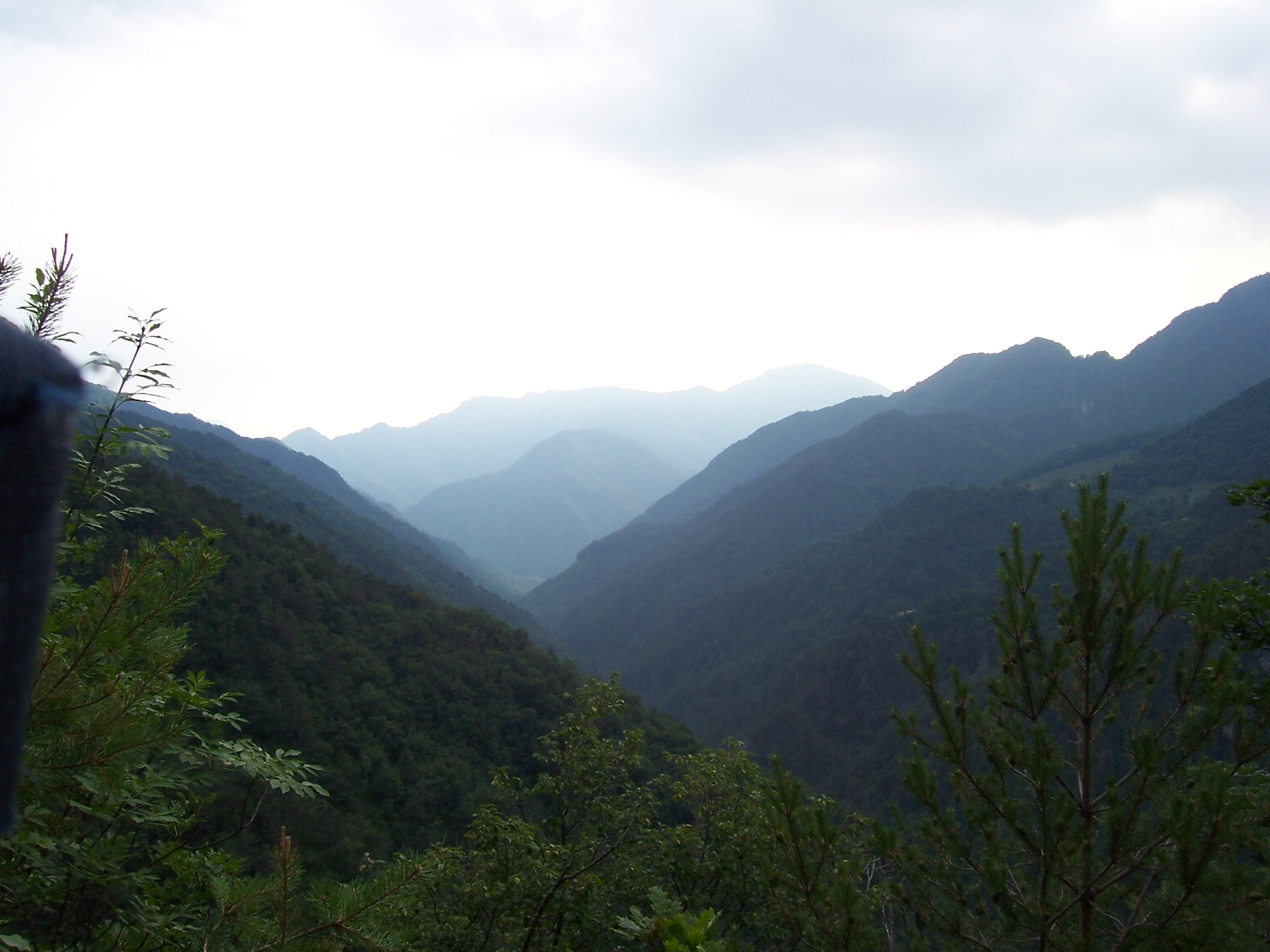
La Vallata del Droanello vista dalla Bocca di Paolone. A destra in alto Droane

Il centro di Droane, insieme a tutta la Val Vestino, era posto al confine tra il principato vescovile di Trento e il territorio della repubblica di Venezia. Nel corso del XIII e XIV secolo fece parte dei possedimenti della famiglia Lodron. Agli inizi del XV secolo, senza che sia possibile determinare in che modo fosse avvenuto il passaggio, era in possesso del comune di Tignale.
Approfittando della disputa sul possesso di Droane sorta tra i comuni di Tignale e Gargnano in seguito ad una delimitazione di confini siglata nel 1401, i Lodron si intromisero con il proposito di recuperare l'antico feudo, stabilendo inoltre una continuità territoriale nei propri domini, che all'epoca comprendevano anche il vicino feudo gardesano di Muslone.
Nel 1446 alcuni abitanti del comune di Gargnano avevano tentato di occupare con la forza Droane e anche il conte Giorgio Lodron, insieme al fratello Pietro, avevano tentato di impadronirsene. I procedimenti giudiziari intentati davanti al provveditore di Riva del Garda si protrassero per due anni.. Il senato veneziano rinviò la questione ai rettori di Brescia, ma solo dopo altri undici anni, nel 1469 la disputa si concluse con la siglatura di un accordo.

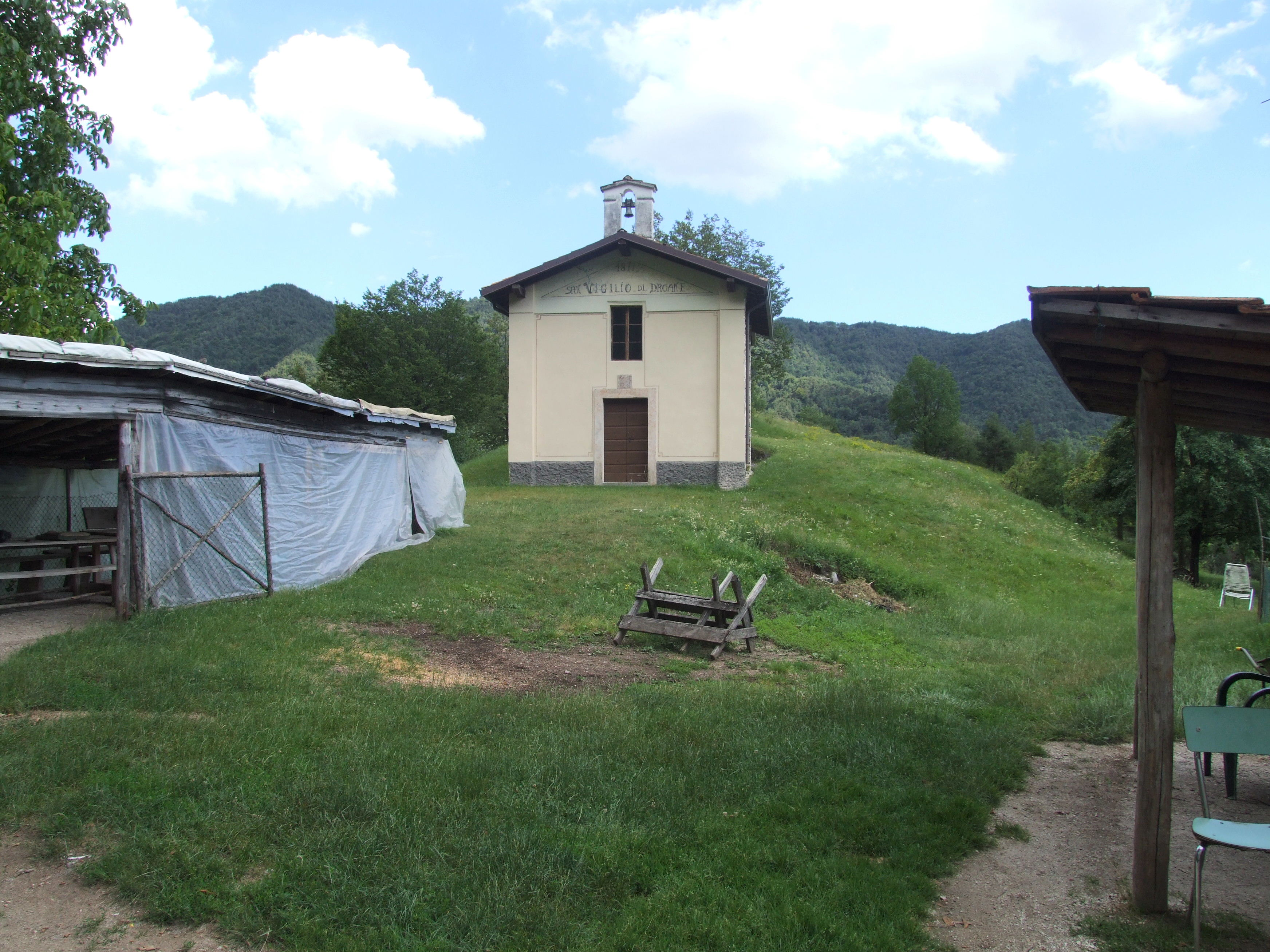
La chiesa di san Vigilio

I Lodron tuttavia non rispettarono l'accordo e qualche anno dopo tentarono nuovamente di impadronirsi in armi di Droane. Ne derivò un altro processo, nel quale fu ribadita nel 1482 l'attribuzione di Droane al comune di Tignale e condannati circa 200 imputati al pagamento di una multa.
La sentenza tuttavia non venne effettivamente applicata e i conti Lodron mantennero di fatto il possesso della montagna e degli edifici per la raffinazione della pece esistenti a Droane che veniva commerciata con la Repubblica di Venezia e usata nel suo Arsenale per il calafataggio delle navi. Per tutto il XVI secolo si ebbero continue lagnanze del comune di Tignale presso il Senato e la magistratura di Venezia. Il 27 gennaio del 1519, come trascrive il diligente cronista e diplomatico veneto, Marin Sanudo il Giovane, nei suoi Diarii, il Senato veneto intimava al provveditore e capitano di Salò di desistere dal molestare e vessare con le armi gli abitanti di Droane restituendo loro tutta la gran quantità di oggetti e denari che furono indebitamente sottratti, pagando in più i molti danni ivi causati e rilasciando, nei giorni seguenti, uno dei servitori dei Lodron incarcerati. Sempre nel gennaio dello stesso anno, il capitano di Salò revocava il bando, da lui precedentemente emesso, nel tempo di tregua, concernente il bando emesso dal provveditore di Riva del Garda che decretava l'espulsione dai territori di dominio veneto di Valdino di Pietro figlio di Andrea Viani, Bartolino di Antonio e Stefano Viani di Bertolina, tutti abitanti di Magasa, a causa della loro morte, per esser stati sorpresi, durante la passata guerra, a condurre via i propri animali dalla Val Vestino.

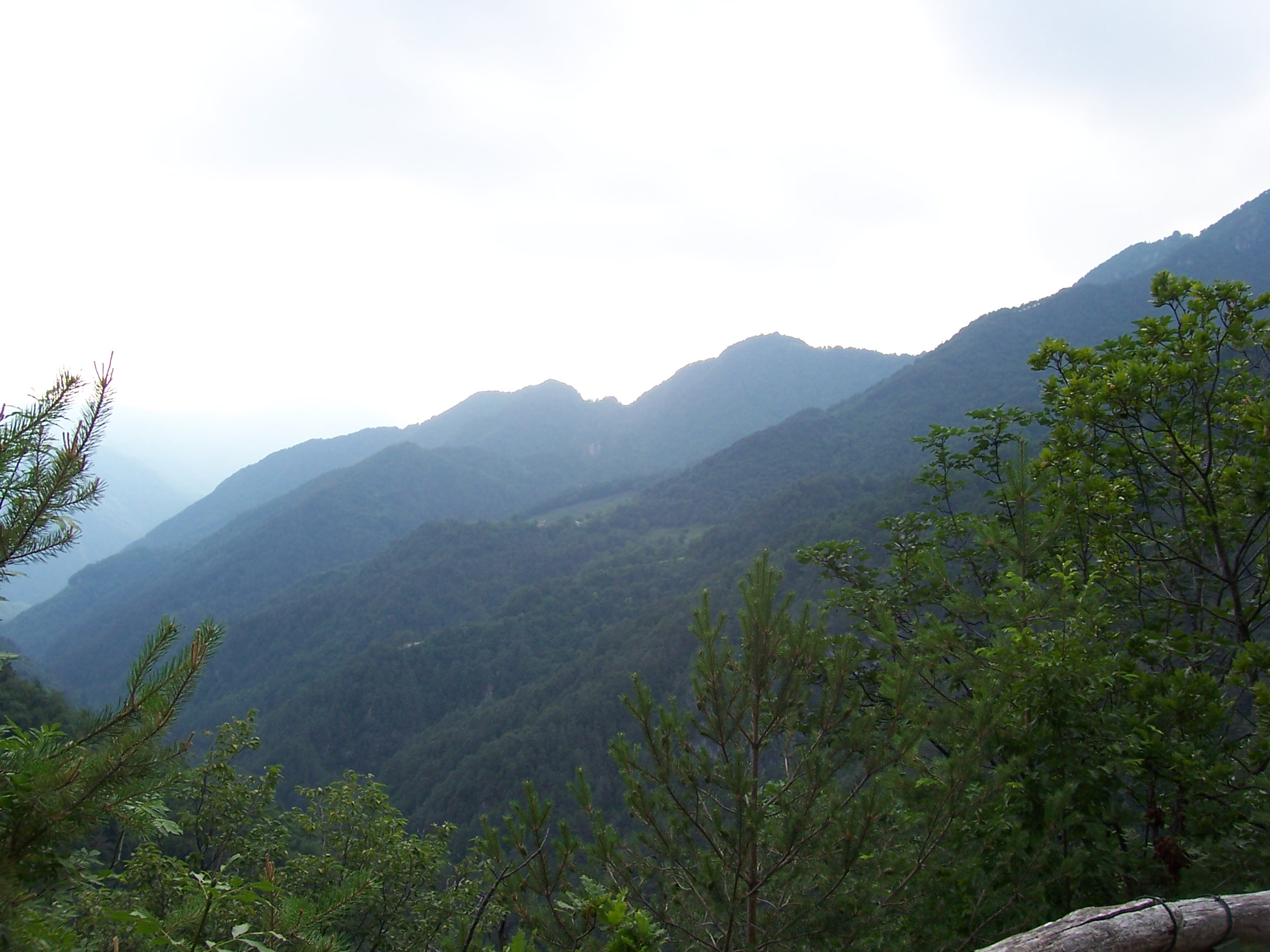
Droane visto dalla Bocca di Paolone

Le spese sostenute nella contesa con Tignale generarono un'ulteriore disputa in merito alla loro spartizione tra le comunità di Magasa, Persone, Turano, Armo e Moerna
Alla fine del XVI secolo la disputa si concluse, principalmente per un'epidemia di peste che secondo la tradizione avrebbe decimato la popolazione di Droane: il paese fu abbandonato e gli edifici caddero in rovina. Il 30 maggio del 1589 il conte Sebastiano Paride Lodron riconobbe ufficialmente i confini tra il comune di Tignale e gli altri comuni della Val Vestino, fissati in un accordo stipulato il 12 e il 13 marzo di quello stesso anno.
Con il trattato di Rovereto del 31 agosto 1752, stipulato fra l'Austria e la Repubblica di Venezia, il territorio di Droane veniva riassegnato al comune di Turano (Valvestino) e alla contea di Lodrone.

### La nascita del confine tra il trentino e il bresciano. Il confine di Stato e i cippi austro-veneti
Droane fu terra di confine da tempi immemori tra le comunità della Val Vestino e quella di Gargnano, infatti è accertato che le due terre seguirono destini diversi già a partire dal 1027, quando Corrado II il Salico, imperatore del Sacro Romano Impero e Re d'Italia, donò la contea di Trento, quindi anche la Val Vestino, al vescovo Udalrico II e ai suoi successori e, nel 1035, fece lo stesso donando il territorio di Gargnano, al vescovo di Brescia, Ulderico I, e ai suoi successori. 
Da allora il vescovo di Trento rivestì anche il titolo di principe del Sacro Romano Impero ed ebbe nelle sue mani il potere spirituale e quello temporale. Poco anni dopo le terre di Val Vestino furono aggregate nuovamente al Trentino insieme alla valle di Ledro, Riva del Garda, Vallagarina, le Giudicarie, Tignale e Bagolino entrando nella sfera di influenza germanica.
È presumibile che da quel periodo il monte divenisse confine. Dal 1337 al 1426 segnò la frontiera con la signoria dei Visconti, dei Malatesta (dal 1404) e con il Ducato di Milano, successivamente lo fu con la Repubblica di Venezia, quando il 21 agosto del 1752 a seguito del trattato di Rovereto, stipulato tra l'impero d'Austria e la Serenissima, ne furono determinati nuovamente i confini di Stato con la collocazione nell'anno seguente, il 1753, di numero 34 cippi di pietra calcarea e numero 5 incisioni nella roccia sui soli confini della Val Vestino. Tra questi si cominciò con il n. 9 sul monte Cingolo Rosso, il n. 16 sul monte Stino, il numero 20 sul Dosso di Comione presso l'antica dogana, il n.25 fu posto sulla sommità del monte Vesta, il n. 29 sulla Cocca di Bollone, il n. 30 sul monte Pinel, il n.32 sulla strada da Bollone a Fassane, il n. 35 nella Valle di Cadria e l'ultimo il n.43 sul mote Puria. Questi, dopo la caduta di Venezia del 1797, la parentesi napoleonica e austriaca riguardante l'occupazione della Lombardia, continuarono a determinare il confine di Stato con il Regno d'Italia dal 1859 fino al 1918 e successivamente quello comunale fino ai tempi odierni.

### Il vecchio confine di Stato di Lignago. Il Casello di Dogana di Gargnano detto della Patoàla e le sue due sezioni

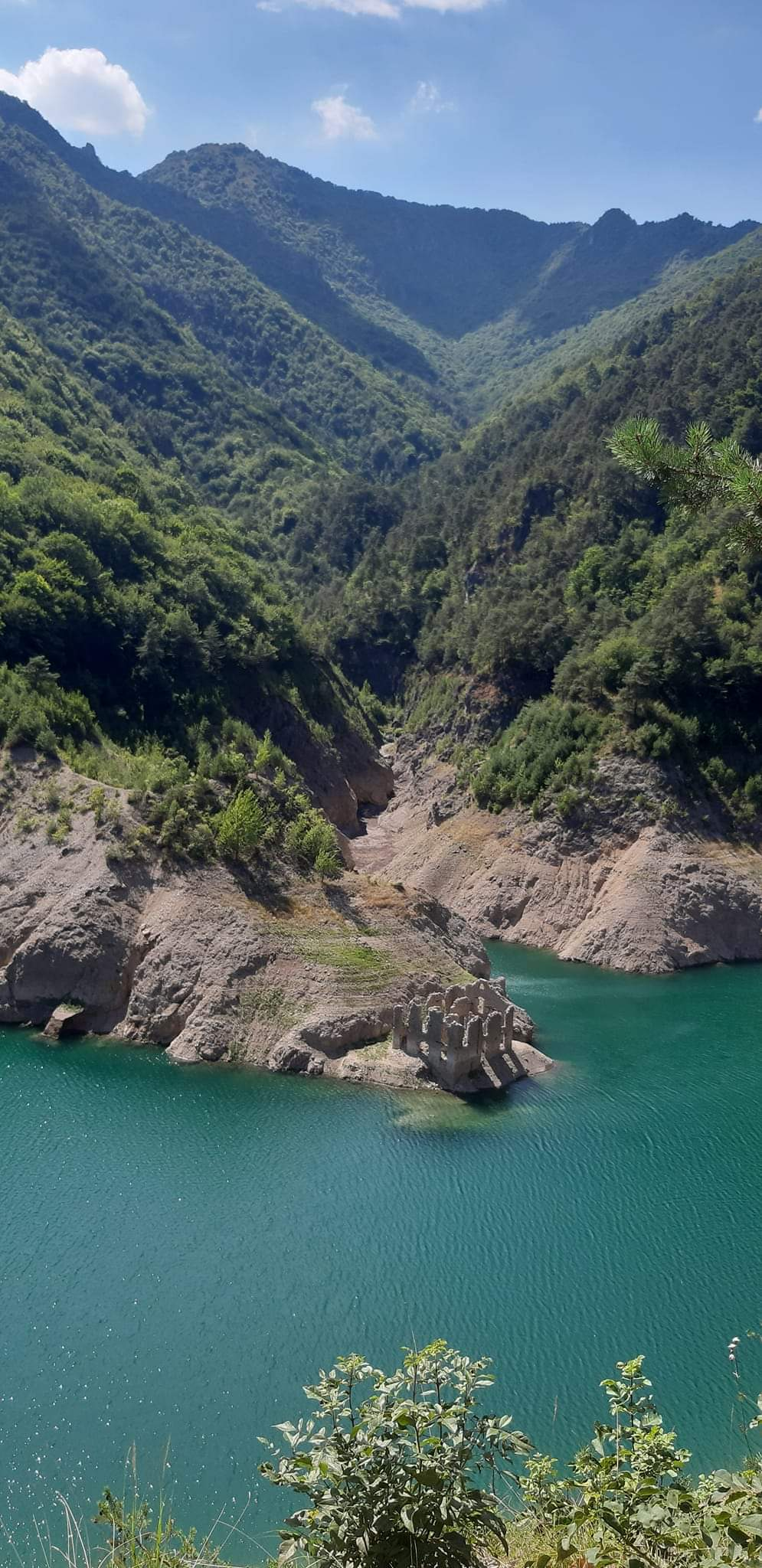
L'ex caserma o Casello della Regia Guardia di Finanzain località Patoàla, oltre la Valle di Fassane

Il territorio della Val Vestino divenne italiano ufficialmente il 10 settembre 1919 con il trattato di pace di Saint Germain: verso il 1934 fu posizionata per volontà dell'allora segretario comunale di Turano, Tosetti, una targa lapidea all'inizio della Valle del Droanello presso l'ex strada provinciale che correva lungo il greto del torrente Toscolano, nella località Lignago. Essa indicava il vecchio confine esistente tra il Regno d'Italia e l'Impero d'Austria-Ungheria dal 1802 fino al termine della Grande Guerra, nel 1918. Questa lapide fu poi ricollocata con la costruzione dell'invaso artificiale nel 1962 nella posizione attuale, sempre in località Lignago, presso il terzo ponte del lago di Valvestino, detto della Giovanetti prende il nome dalla ditta che lo costruì, mentre a poca distanza da questa l'edificio della vecchia caserma della Patoàla della Regia Guardia di Finanza è oggi sommerso dalle acque della diga. Questo era stato costruito nel XIX° secolo, quando ancora il lago non c’era, serviva a controllare il transito delle merci attraverso il confine. Fu poi dismesso dopo la fine della guerra e delle ostilità, esattamente nel 1919.
Un casello di Dogana esisteva originariamente al Ponte Cola, già a partire dal 1859 a seguito della cessione da parte dell'Austria, sconfitta, della Lombardia al Regno d'Italia, precisamente sul Dosso di Vincerì, ove sorge l'attuale diga del lago di Valvestino. Infatti il 30 dicembre 1859 il re Vittorio Emanuele II istituì nelle provincie della Lombardia gli uffici di dogana a Gargnano, Salò, Limone del Garda, Anfo, Ponte Caffaro, Bagolino e Hano (Capovalle), quest'ultimo dipendente dalla sezione di Maderno e dall'Intendenza di Finanza di Brescia. Due mesi dopo, con la circolare del 20 febbraio 1860 n.1098-117 della Regia Prefettura delle Finanze inviata alle Intendenze di Finanza del Regno si emanavano le prime disposizioni a riguardo della vigilanza sulla linea di confine di Stato e prevedeva che: "Nella Provincia di Brescia e sotto la dipendenza di quell'Intendenza delle Finanze si stabilirà un'altra Sezione della Guardia di finanza che avrà il N. XIII ed il cui Comando risiederà a Salò, per la Dirigenza dei Commissariati di Salò e di Vestone, e inoltre di un Distretto di Capo indipendente a Tremosine incaricato della sorveglianza del territorio al disopra di Gargnano".
Nel 1870 era già attiva la sezione del Casello di Gargnano presso l'abitato di Hano, sul Dosso Comione, a controllo dell'accesso carrabile della Val Vestino verso Moerna e come ricevitore reggente di 8ª classe figurava Vincenzo Bertanzon Boscarini. Ma è nel 1874 con il riordino delle dogane che il casello fu spostato più a nord in località Patoàla e chiamato nei documenti ufficiali Casello di Gargnano con due sezioni di Dogana: una a Bocca di Paolone e l'altra a Hano, Capovalle, in località Comione. Secondo la legge doganale Italiana del 21 dicembre 1862, i tre caselli essendo classificati di II ordine classe 4^, avevano facoltà di compiere operazioni di esportazione, circolazione e importazione limitata, e III classe per l'importanza delle operazioni eseguite, era previsto che al comando di ognuno vi fosse un sottufficiale, un brigadiere. I militari della Regia Guardia di Finanza dipendevano gerarchicamente dalla tenenza del Circolo di Salò per il Casello di Gargnano (Patoàla), la sezione di Bocca di Paolone e la caserma di monte Vesta, la sezione di Hano (Comione) dalla tenenza di Vesio di Tremosine, mentre le Dogane dalla sede della Direzione di Verona.
La caserma sul monte Vesta e quella di Bocca Paolone furono costruite nel 1882, quest'ultima fu ampliata nel 1902 ed era considerata una sezione della Dogana, come quella di Hano a Comione i cui lavori di rifacimento terminarono nel 1896, in quanto collocata in un luogo distante dalla linea doganale, classificato come un posto di osservazione per vigilare ed accettare l'entrata e l'uscita delle merci. Le casermette dette demaniali di monte Vesta con quelle di Coccaveglie a Treviso Bresciano e più a sud del Passo dello Spino a Toscolano Maderno e della Costa di Gargnano completavano la cinturazione della Val Vestino con lo scopo principale del controllo dei traffici e dei pedoni sui passi montani. Le merci non potevano attraversare di notte la linea doganale, ossia mezz'ora prima del sorgere del sole e mezz'ora dopo il tramonto dello stesso. Era previsto dalle disposizioni legislative che la "Via doganale" fosse "la strada che dalla valle Vestino mette nel regno costeggiando a diritta il fiume Toscolano: rasenta quindi la cascina Rosane e discende al fiume Her, ove si dirama in due tronchi, uno dei quali costeggiando sempre il detto fiume conduce a Maderno e l'altro per la via dei monti discende a Gargnano". Le pene per il contrabbando erano alquanto severe, prevedendo oltre all'arresto nei casi più gravi, la confisca delle merci o il pagamento di un valore corrispondente, la perdita degli animali da soma o da traino, dei mezzi di trasporto sopra cui le merci fossero state scoperte. Temperava, però, tale eccessivo rigore, il sistema delle transazioni, grazie alle quali era possibile concordare l'entità della sanzione applicabile, anche con cospicue riduzioni della pena edittale.
A seguito del trattato commerciale tra il Regno e l'Austria Ungheria del 1878 e del 1887 furono consentite particolari agevolezze ad alcuni prodotti pastorali importati dalla Val Vestino qualora fossero accompagnati dal certificato d'origine. Era previsto che la Dogana di Casello della Patoàla nel comune di Gargnano, della sezione di Casello di Bocca di Paolone a Tignale o della sezione di Casello di Comione a Capovalle dovessero ammettere, come una riduzione del 50 per cento sul dazio: 25 quintali di formaggio, 65 di burro e 30 di carne fresca.
Nel 1892 le esenzioni fiscali fin lì praticate non furono bene accolte da alcuni politici del parlamento del Regno, che sottolinearono negli atti parlamentari: "Né vogliamo passare sotto silenzio i pensieri che hanno destato in noi le nuove clausole per la magnesia della Valle di Ledro e i prodotti pastorali di Val Vestino. Con queste clausole si aumenta, a favore dell'Austria, il numero, già abbastanza ragguardevole, delle eccezioni, mediante le quali le due parti contraenti accordano favori ristretti ai prodotti di determinate provincie. Vivi e non sempre ingiusti sono i reclami sollevati in varie parti del Regno da questa parzialità di trattamento e sarebbe stato desiderabile che, come fu fatto nel 1878 rispetto ai vini comuni, si tentasse di estendere i patti dei quali si discorre a tutte le provincie. Non dubitiamo che il Governo italiano si sia adoperato a tal fine con intelligente sollecitudine, ma dobbiamo rammaricarci che non ha ottenuto l'intento". Nello stesso anno, l'Intendenza di Finanza di Brescia rendeva noto che con decreto regio del 25 settembre, la sezione di Hano della Dogana di Gargnano veniva elevata a Dogana di II ordine e III classe.
Nel 1894 l'importazione consisteva in: "Carne fresca della Valle di Vestino importata per la Dogana di Casello, totale 196 q. Burro fresco della Valle Vestino importato per la Dogana di Casello, totale 2.048 q. Formaggio della Valle Vestino importato per la Dogana di Casello, totale 63.773 q.".
Nel 1897 l'Annuario Genovese chiariva le nuove disposizioni riguardanti la fiscalità dei prodotti importati: "Per effetto del trattato con l'Austria-Ungheria, il burro di Valle Vestino, importato per la dogana di Casello con certificati di origine, rilasciati dalle autorità competenti, è ammesso al dazio di lire 6,25 il quintale se fresco, ed al dazio di lire 8,75 il quintale, se salato, fino alla concorrenza di 65 quintali per ogni anno.
Per effetto del trattato con l'Austria-Ungheria, il brindsa, specie di formaggio di pecora o di capra, di pasta poco consistente, e ammesso al dazio di lire 3 il quintale, fino alla concorrenza di 800 quintali al massimo per ogni anno, a condizione che l'origine di questo prodotto dell'Austria-Ungheria sia provata con certificati rilasciati dalle autorità competenti.
Per effetto dello stesso trattato, il formaggio (escluso il brindza) della Valle Vestino, importato per la dogana di Casello con certificati di origione rilasciati dalle autorità competenti, e ammesso al dazio di lire 5,50 il quintale fino alla concorrenza di 25 quintali per ogni anno".
Nel 1909 la Direzione delle Dogane e imposte indirette del Regno precisava che i Caselli doganali della Val Vestino erano due, quello della Patoàla e l'altro quello del Dosso Comione a Capovalle e la via doganale era: "La strada mulattiera, che dalla Val Vestino mette nel Regno per il ponte Her, ove si dirama in due tronchi che mettono l'uno al Casello, Maderno a Gargnano, e l'altro, seguendo le falde del monte Stino, ad Hano ed Idro, costituisce la via doganale di terra poi transito delle merci in entrata e uscita.
Autorizzata all'attestazione dell'uscita in transito delle derrate coloniali, del petrolio ed altri generi di consumo, compreso il sale, trasportati per la dogana di Riva di Trento e destinati ai bisogni degli abitanti in Val Vestino".
Tra i vari avvicendamenti di servizio presso il Casello Doganale si ricorda nel 1911 quello del brigadiere scelto Aiuto Stefano assegnato, a domanda, alla reggenza della Dogana di Stromboli che venne sostituito, a domanda, dal brigadiere Aurelio Calva della Dogana di Luino.

### Il contrabbando del 1800
Il contrabbando delle merci per evitare i dazi di importazione fu un problema secolare per quegli stati confinanti con la Val Vestino. Già nel 1615 il provveditore veneto di Salò, Marco Barbarigo, riferiva che "non si ha potuto usare tanta diligenza che non se sia passato sempre qualcuno per quei sentieri scavezzando i monti per la Val di Vestino et con proprij barchetti traghettando il lago d'Idro et anco per terra, entrando nella Val di Sabbio nel bresciano andarsene al suo viaggio". In tal modo allertava il Consiglio dei Dieci sulla permeabilità dei confini di stato nelle zone montane con la stessa Repubblica di Venezia che poteva ovviamente diventare particolarmente pericolosa nel casi di passaggi di banditi, contrabbandieri o per persone che violavano le misure sanitarie eccezionali, la nota "quarantena", che veniva applicata ai viaggiatori provenienti da luoghi dove erano scoppiate.
Verso il 1882 il Regno d'Italia completò la cinturazione dei confini di Stato della Val Vestino con la costruzione dei tre citati Caselli di Dogana presidiati dai militi della Regia Guardia di Finanza. Le cronache narrano che presso il Casello di Dogana di Gargnano, della Patoàla, il professor Bartolomeo Venturini era solito nascondere il tabacco nel cappello per sfuggire ai controlli e alla tassazione.
Nel 1886 una relazione dell'amministrazione delle gabelle del Regio ministero delle Finanze affermava che il contrabbando era favorito dall'aggravamento delle tasse di produzione del Regno, dei dazi di confine e del prezzo dei tabacchi. La frontiera dell'Austria-Ungheria, presidiata da pochi agenti era particolarmente estesa e costoro non erano in grado di contenere "la fiumana di contrabbando irrompente con sfrontata audacia su tutti i punti di questa estesissima linea". Così furono instituite nuove Brigate di Finanza tra cui a Idro e Gargnano considerati "punti esposti".
Bollone come Moerna, ma in generale tutti gli abitati di Valle e dell'Alto Garda Trentino e Bresciano, terre prossime alla linea di confine, diventarono così un crocevia strategico per il contrabbando di merci tra il territorio della Riviera di Salò e il Trentino attraverso la zona montuosa del monte Vesta, del monte Stino e dei monti della Puria. Lo storico toscolanese Claudio Fossati (1838-1895) scriveva nel 1894 che il contrabbando dei valvestinesi era l'unico stimolo a violare le leggi in quanto era fomentato dalle ingiuste tariffe doganali, dai facili guadagni e dalla povertà degli abitanti.
Nel 1894 è documentato il contrasto al fenomeno: l'Intendenza di Brescia comunicava che il brigadiere Rambelli Giovanni in servizio al Casello di Gargnano ottenne il sequestro di chilogrammi 93 di zucchero e chilogrammi 1.500 di tabacco di contrabbando e fu premiato con lire 25. La guardia Bacchilega Luigi in servizio alla sezione di Dogana di Bocca di Paolone ottenne il sequestro di chilogrammi 47 di zucchero con l'arresto di un contrabbandiere e l'identificazione di un'altra persona, fu premiato con lire 15. Lo stesso Bacchilega Luigi e la guardia Carta Giuseppe ottennero il sequestro di chilogrammi 70 di zuccherocon l'arresto di un contrabbandiere e furono premiati con lire 30 per la pima operazione e con lire 20 per la seconda. Nello stesso anno il comandante della Regia Guardia di Finanza del Circolo di Salò ispezionò la sede di Gargnano, il Casello di Gargnano e la sezione di Hano.
Donato Fossati (1870-1949), il nipote, raccolse la testimonianza di Giacomo Zucchetti detto "Astrologo" di Gaino, un ex milite sessantenne della Regia Guardia di Finanza, pure soprannominato per la sua appartenenza al Corpo, "Spadì", in servizio nella zona di confine tra il finire dell'Ottocento e l'inizio del Novecento, il quale affermava che "i contrabbandieri due volte la settimana in poche ore, sorpassata la montagna di Vesta allora linea di confine coll'Austria e calati a Bollone, ritornavano carichi di tabacco, di zucchero e specialmente di alcool, che rivendevano ai produttori d'acqua di cedro specialmente" della Riviera di Salò.. Al contrario per importare merci di contrabbando dal basso lago di Garda, i contrabbandieri di Val Vestino si avvalevano dell'approdo isolato della "Casa degli Spiriti" a Toscolano Maderno. Qui sbarcate le merci e caricatele a basto di mulo, salivano per il ripido sentiero di Cecina inoltrandosi furtivamente oltre la linea doganale eludendo così la vigilanza della Regia Guardia di Finanza. Noto è pure il caso a fine secolo, del brigadiere del Casello di Gargnano che recandosi, senza armi e in abiti civili, a Bollone per compiere le indagini sul traffico illecito di confine, creò un caso diplomatico tra i due Paesi.
Nel 1903 una forte scossa di terremoto fu avvertita al Casello di Gargnano passata la mezzanotte del 30 al 31 maggio producendo dei danni lievi alla struttura senza pregiudicarne l'operatività mentre riferirono i militari che passò inosservata la scossa principale delle 8 e trenta del 29 maggio.

### I primi giorni della Grande Guerra. L'avanzata dei bersaglieri italiani
Cima Gusaur e Cima Manga in Val Vestino facevano parte fin dall'inizio della Grande Guerra dell'Impero austro-ungarico e furono conquistate dai bersaglieri italiani del 7º Reggimento nel primo giorno del conflitto, il 24 maggio 1915, sotto la pioggia. In vista dell’entrata in guerra del Regno di Italia contro l’Impero austro-ungarico, il Reggimento fu mobilitato sull’Alto Garda occidentale, inquadrato nella 6ª Divisione di fanteria del III Corpo d’Armata ed era composto dai Battaglioni 8°, 10° e 11° bis con l'ordine di raggiungere in territorio ostile la prima linea Cima Gusaner (Cima Gusaur)-Cadria e poi quella Bocca di Cablone-Cima Tombea-Monte Caplone a nord.
Il 20 maggio i tre Battaglioni del Reggimento raggiunsero Liano e Costa di Gargnano, Gardola a Tignale e Passo Puria a Tremosine in attesa dell’ordine di avanzata verso la Val Vestino. Il 24 maggio i bersaglieri avanzarono da Droane verso Bocca alla Croce sul monte Camiolo, Cima Gusaur e l'abitato di Cadria, disponendosi sulla linea che da monte Puria va a Dosso da Crus passando per Monte Caplone, Bocca alla Croce e Cima Gusaur.
Lo stesso 24 maggio, da Cadria, il comandante, il colonnello Gianni Metello, segnalò al Comando del Sottosettore delle Giudicarie che non si trovavano traccia, né si sapeva, di lavori realizzati in Valle dal nemico, le cui truppe si erano ritirate su posizioni tattiche al di là di Val di Ledro. Evidenziava che nella zona, priva di risorse, con soltanto vecchi, donne e fanciulli, si soffriva la fame. Il giorno seguente raggiunsero il monte Caplone ed il monte Tombea senza incontrare resistenza.
Lorenzo Gigli, giornalista, inviato speciale al seguito dell'avanzata del regio esercito italiano scrisse: "L'avanzata si è svolta assai pacificamente sulla strada delle Giudicarie; e uguale esito ebbe l'occupazione della zona tra il Garda e il lago d'Idro (valle di Vestino) dove furono conquistati senza combattere i paesi di Moerna, Magasa, Turano e Bolone. Le popolazioni hanno accolto assai festosamente i liberatori; i vecchi, le donne e i bambini (chè uomini validi non se ne trova no più) sono usciti incontro con grande gioia: I soldati italiani!
Gli austriaci, prima di andarsene, li avevano descritti come orde desiderose di vendetta. Ed ecco, invece, se ne venivano senza sparare un colpo di fucile... A Magasa un piccolo Comune della valle di Vestino i nostri entrarono senza resistenza. Trovarono però tutte le case chiuse. L'unica persona del paese che si poté vedere fu una vecchia. Le chiesero: "Sei contenta che siano venuti gli italiani?". La vecchia esitò e poi rispose con voce velata dalla paura: "E se quelli tornassero?". «Quelli», naturalmente, sono gli austriaci. Non torneranno più. Ma hanno lasciato in questi disgraziati superstiti un tale ricordo, che non osano ancora credere possibile la liberazione e si trattengono dall'esprimere apertamente la loro gioia pel timore di possibili rappresaglie. L'opera del clero trentino ha contribuito a creare e ad accrescere questo smisurato timore. Salvo rare eccezioni (nobilissima quella del principe vescovo di Trento, imprigionato dagli austriaci), i preti trentini sono i più saldi propagandisti dell'Austria. Un ufficiale mi diceva: "Appena entriamo in un paese conquistato, la prima persona che catturiamo è il prete. Ne vennero finora presi molti. È una specie di misura preventiva...".
Il 27 maggio occuparono più a nord Cima spessa e Dosso dell’Orso, da dove potevano controllare la Val d’Ampola, e il 2 giugno Costone Santa Croce, Casetta Zecchini sul monte Calva, monte Tremalzo e Bocchetta di Val Marza. Il 15 giugno si disposero tra Santa Croce, Casetta Zecchini, Corno Marogna e Passo Gattum; il 1º luglio tra Malga Tremalzo, Corno Marogna, Bocchetta di Val Marza, Corno spesso, Malga Alta Val Schinchea e Costone Santa Croce. Il 22 ottobre il 10º Battaglione entrò in Bezzecca, Pieve di Ledro e Locca, mentre l’11° bis si dispose sul monte Tremalzo. Nel 1916 furono gli ultimi giorni di presenza dei bersaglieri sul fronte della Val di Ledro: tra il 7 e il 9 novembre i battaglioni arretrarono a Storo e di là a Vobarno per proseguire poi in treno verso Cervignano del Friuli e le nuove destinazioni.

## Monumenti e luoghi di interesse

### Architetture religiose

#### La chiesa di san Vigilio
Il santo patrono della frazione è san Vigilio che secondo la tradizione evangelizzò queste zone. È festeggiato il 26 giugno con una distribuzione del pane secondo gli antichi dettami di un lascito testamentario. La chiesa è nominata per la prima volta nella bolla di papa Urbano III del 7 marzo 1186 e fu visitata da delegati del vescovo di Trento nel 1750. Essendo pericolante fu ricostruita nel 1877 nei pressi dell'antica.

#### La chiesetta di san Michele Arcangelo

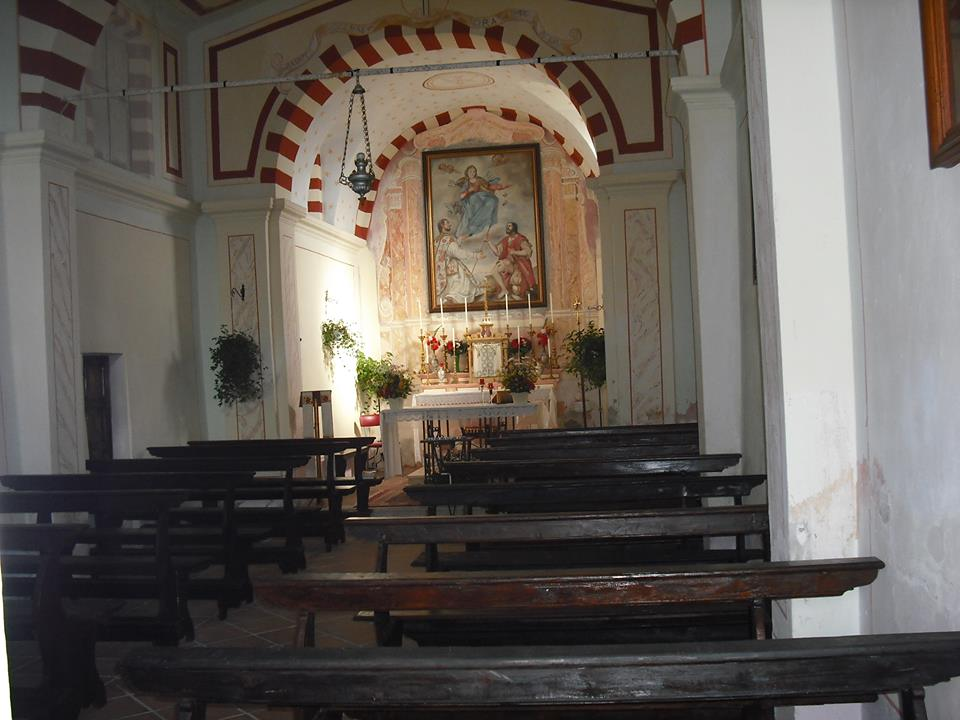
Interno della chiesa di san Vigilio

Si trovava sul dosso prospiciente la Valle del san Michele in località Pavarì, secondo la tradizione, a poche decine di metri dai ruderi da quello che era l'antico paese di Droane caduto in rovina nei secoli passati a causa della peste ed era dedicata al culto di san Michele arcangelo. Sepolto da uno strato di terra, conserva ancora l'antico pavimento e il pietrame rimasto fu sistemato nel 1880 quando in corso d'opera fu rinvenuta una croce d'oro dalla dimensioni di dieci centimetri, forse di origine longobarda, che venne portata a Bollone dal suo curato don Bartolomeo Iseppi (1830-1897). Incerto è pure l'anno di costruzione in quanto non esiste documentazione di sorta e non è mai citata negli atti visitali della diocesi di Trento; quindi si può verosimilmente ipotizzare che il piccolo edificio religioso fosse un capitello o una sancetta votiva.

### Siti naturali

#### Il Cùel Zanzanù
Il Cùel Zanzanù situato in località Martelletto nella parte meridionale Valle del Droanello fu un noto rifugio di briganti del 1600. Da Droane è raggiungibile con un agibile sentiero e dista 40 minuti di camminata.

## Natura

### La pozza d'abbeverata del "Pavarì di Sopra"
La pozza presente presso il fondo del Pavarì di proprietà oggi dell'ERSAF-Lombardia, un tempo della famiglia Pace di Magasa, detta comunemente "lavàc del Pavarì", ha un ruolo fondamentale per il mantenimento dell'attività pascoliva della fauna selvatica e del bestiame dell’area legata all'alpeggio, ma anche per la tutela della biodiversità degli habitat e delle specie, rettili e anfibi in particolare, che attraverso questi specchi d’acqua possono trovare un luogo ideale per la loro riproduzione come la Biscia dal collare (Natrix helvetica) o i girini di Rana montana e Rospo comune.
La tradizione locale riporta che, data la mancanza nella zona di sorgenti e corsi d'acqua, la pozza esistesse da secoli e la tecnica per realizzarla consistesse in uno scavo manuale nell'area di impluvio del pendio della montagna per facilitare il successivo riempimento con la raccolta naturale dell'acqua piovana, di percolazione o dello scioglimento della neve.
Il problema principale incontrato dai contadini consisteva nell'impermeabilizzazione del fondo: spesso il semplice calpestio del bestiame, con conseguenze compattazione del suolo, non era sufficiente a garantire la tenuta dell'acqua a causa del basso contenuto in argilla del terreno presente, per cui era necessario distribuire sul fondo uno strato di buon terreno argilloso reperito nelle immediate vicinanze, come in questo caso. Spesso non essendo possibile causa la diversità del terreno, sul fondo veniva compattato uno spesso strato di terra e fogliame di faggio, in grado di costituire un feltro efficace a trattenere l'acqua. Per garantire un sufficiente apporto di acqua necessario al riempimento della pozza, o per incrementarlo, spesso era necessario realizzare piccole canalizzazioni superficiali, scavate lungo il versante adiacente per intercettarne anche una modesta quantità. La manutenzione periodica, di norma annuale, consisteva principalmente nell'asporto del terreno scivolato all'interno per il continuo calpestio del bestiame in abbeverata e dell'insoglio della fauna selvatica. Si provvedeva inoltre alla ripulitura della vegetazione acquatica per mantenere la funzionalità della pozza evitando che vi si accrescesse eccessivamente all'interno accelerandone il naturale processo di interramento.
In queste fasi veniva posta particolare attenzione in quanto si correva il rischio di rompere la continuità dello strato impermeabile e comprometterne la funzionalità; si preferiva ad esempio non rimuovere eventuali massi presenti sul fondo.
La pozza caduta in disuso da decenni fu rimaneggiata dall'ERSAF Lombardia nel 2004-2007 con il "progetto Life natura riqualificazione della biocenosi in Valvestino e Corno della Marogna".

### La pratica delle carbonaie
Nel territorio di Droane sono presenti numerose e antiche aie carbonili simbolo di una professione ormai scomparsa da decenni. Quella della carbonaia, "pojat" in dialetto locale, era una tecnica molto usata in passato in gran parte del territorio alpino, subalpino e appenninico, per trasformare la legna, preferibilmente di faggio, ma anche di abete, carpino, larice, frassino, castagno, cerro, pino e pino mugo, in carbone vegetale. I valvestinesi erano considerati degli esperti carbonai, carbonèr così venivano chiamati, come risulta anche dagli scritti di Cesare Battisti. I primi documenti relativi a questa professione risalgono al XVII secolo, quando uomini di Val Vestino richiedevano alle autorità della Serenissima i permessi sanitari per potersi recare a Firenze e a Venezia. Essi esercitarono il loro lavoro non solo in Italia ma anche nei territori dell'ex impero austro-ungarico, in special modo in Bosnia Erzegovina, e negli Stati Uniti d'America di fine Ottocento a Syracuse-Solvay.
Nonostante questa tecnica abbia subito piccoli cambiamenti nel corso dei secoli, la carbonaia ha sempre mantenuto una forma di montagnola conica, formata da un camino centrale e altri cunicoli di sfogo laterali, usati con lo scopo di regolare il tiraggio dell'aria. Il procedimento di produzione del carbone sfrutta una combustione imperfetta del legno, che avviene in condizioni di scarsa ossigenazione per 13 o 14 giorni.
Queste piccole aie, dette localmente "ajal", "jal" o "gial", erano disseminate nei boschi a distanze abbastanza regolari e collegate da fitte reti di sentieri. Dovevano trovarsi lontane da correnti d'aria ed essere costituite da un terreno sabbioso e permeabile. Molto spesso, visto il terreno scosceso dei boschi, erano sostenute da muri a secco in pietra e nei pressi il carbonaio vi costruiva una capanna di legno per riparo a sé e alla famiglia. In queste piazzole si ritrovano ancor oggi dei piccoli pezzi di legna ancora carbonizzata. Esse venivano ripulite accuratamente durante la preparazione del legname.
A cottura ultimata si iniziava la fase della scarbonizzazione che richiedeva 1-2 giorni di lavoro. Per prima cosa si doveva raffreddare il carbone con numerose palate di terra. Si procedeva quindi all'estrazione spegnendo con l'acqua eventuali braci rimaste accese. La qualità del carbone ottenuto variava a seconda della bravura ed esperienza del carbonaio, ma anche dal legname usato. Il carbone di ottima qualità doveva "cantare bene", cioè fare un bel rumore. Infine il carbone, quando era ben raffreddato, veniva insaccato e trasportato dai mulattieri verso la Riviera del Garda per essere venduto ai committenti. Di questo carbone si faceva uso sia domestico che industriale e la pratica cadde in disuso in Valle poco dopo la seconda guerra mondiale soppiantato dall'uso dell'energia elettrica, del gasolio e suoi derivati.

### La resinazione
L’estrazione della resina delle conifere, fu un'attività fiorente nella Val Vestino del 1700, quando proprio di qui passava sulle creste del monte Stino e del monte Vesta, nel fondovalle del torrente Toscolano e del torrente Droanello l’antico confine tra la l'Impero d'Austria e la Repubblica di Venezia. La Val Vestino era in quei tempi una discreta produttrice di trementina, detta "di Venezia" o "Tia de rasa" in loco, che scaldata in una caldaia di rame, distillata e messa in botti dai piciari, era la fonte di un redditizio commercio con la vicina Repubblica Veneta, che impiegava il derivato della resina in molteplici usi, nella medicina, come lubrificante dei violini, nella formazione di mastici per sigillare le botti, in ambito militare per saldare le punte sulle frecce o distillare oli o altro ancora. Sembra quindi certa l’ipotesi dell’origine dei toponimi del nome monte Pinèl, monte Pine, località Pinedo, Borgo Fornèl a Magasa, di attribuirla all'attività estrattiva e alla presenza di un impianto per la raffinazione non solo della resina, detta "pece bianca" quando essiccata, ma anche alla distillazione secca del legno per la produzione di pece navale, detta pece nera o greca, che si estraeva dai ceppi delle conifere e veniva usata proprio per calafatare le navi dell'arsenale marittimo veneto o come materiale incendiario. L'ottenimento della pece nera prevedeva la tecnica dell'allestimento dei "Forni", o caldaie interrate e sigillate con l'argilla e con un pertugio sul fondo; sovrastate da modeste cataste di legname come quelle costruite per la produzione del carbone alle quali veniva appiccato il fuoco. In essi si cuoceva il legno di pini tagliato in assicelle assieme ad altre sostanze resinose fino all'estrazione di un pergolato, la pece, che tramite una canaletta di legno veniva raccolta in stampi di legno, si faceva raffreddare e poi si commerciava.